# Matthias Müller (dirigeant)
Pour les articles homonymes, voir Müller et Matthias Müller.
Matthias Müller, né en Saxe en Allemagne de l'Est le 9 juin 1953 à Limbach-Oberfrohna (près de Chemnitz), est un dirigeant d'entreprise allemand. Président de la marque Porsche depuis 2010, il est nommé directeur général du groupe Volkswagen en septembre 2015 à la suite de l'affaire du scandale Volkswagen.

## Biographie

### Origines et formation
Son père était gestionnaire des courses chez  MZ, l’ancienne usine de production de cycles et motos, du groupe Auto Union de Chemnitz (groupe qui donnera plus tard naissance à la marque Audi, actuellement filiale du groupe Volkswagen AG).

MZ était alors une entreprise publique (dite en Allemagne de l’Est « VEB » (pour Volkseigener Betrieb, expression qui signifie littéralement « entreprise possédée par le peuple »).
En 1955, dix ans après la fin de la Seconde Guerre mondiale et en pleine guerre froide ; le père de Mattias Müller fuit l'Allemagne de l'Est. L’année suivante le reste de la famille le rejoint et tous s’installent à Ingolstadt, ville où avait été fondé en 1949 une nouvelle usine d’Auto Union.
En 1973, le jeune Matthias Müller obtient un diplôme d'études secondaires à Ingolstadt. Il effectue un apprentissage d'outilleur chez Audi NSU Auto Union AG.

### Carrière dans l'automobile
En 1978 il entame des études supérieures en informatique à l'Université de sciences appliquées de Munich  et obtient un emploi dans le domaine encore émergeant de l’informatique automobile embarquée.
En 1984, il occupe déjà une position de gestionnaire dans ce domaine au sein du département "Analyse des systèmes" d'Audi. 
Des tâches de planification de plus en plus importantes lui sont confiées. De 1993 à 1995, il  devient directeur de la gestion de projet pour l'Audi A3, après quoi il coordonnera la planification de toutes les séries produites par la marque.
Un an après que Martin Winterkorn a pris la tête d'Audi (en 2002) Müller en était coordinateur en chef, mais il l'était aussi pour Seat et Lamborghini (la marque sportive du groupe VW).
En 2007, quand Winterkorn prend la tête de Volkswagen, il embauche Müller à Wolfsburg où il a été nommé Generalbevollmächtigten (directeur ayant pleins pouvoir, plénipotentiaire).
En tant que chef de la stratégie de produits de VW, Müller a piloté la gestion des produits de toutes les marques du Groupe.
En Juillet 2010, il est nommé (nomination prenant effet au 1er octobre 2010) directeur de Porsche.
En 2007, Matthias Müller rejoint le siège central de Volkswagen à Wolfsbourg, comme responsable de la stratégie produit de la marque Volkswagen, nommé par le président du directoire du groupe, Martin Winterkorn. En 2010, il est nommé président de Porsche, une des autres marques du groupe.
En septembre 2015, Matthias Müller est nommé directeur général du groupe Volkswagen à la suite de l'affaire Volkswagen.
En mars 2015, il obtient en outre un siège au conseil d'administration de la société-mère (Volkswagen) en tant que responsable chez Porsche AG,.
Le 25 septembre 2015, il remplace Martin Winterkorn comme PDG de Vokswagen, ce dernier venant de démissionner dans le sillage du scandale des moteurs truqués de Volkswagen. Quelques semaines plus tard, il est également élu président d'Audi.
En avril 2018, après un intérim de deux ans et demi à la tête du groupe Volkswagen, le temps de le sortir du « dieselgate » et de le propulser à nouveau le Groupe en tête de la course à la première place des constructeurs automobiles, avec des résultats historiques en 2017, Matthias Müller est remplacé par Herbert Diess.